# Anomala elaphoceroides
Anomala elaphoceroides är en skalbaggsart som beskrevs av Escalera 1914. Anomala elaphoceroides ingår i släktet Anomala och familjen Rutelidae. Inga underarter finns listade i Catalogue of Life.